# Интернет в Израел
Широколентовият интернет в Израел започва да се използва в края на 1990-те години, като на практика става достъпен за повечето ползватели едва през 2001 г. Към 2008 г. Израел се превръща в една от малкото страни с развити широколентови възможности в два вида на инфраструктурата – кабелна и DSL, като достига до над 95% от населението. Сред широколентовия достъп Израел се намира на 7 място в света.
След 1997 г Израелската интернет асоциация отговаря за израелския обмен на интернет трафик, чрез който се осъществява по-голямата част от вътрешните интернет комуникации.